# Cattedrale di San Giuseppe (Lubango)
La cattedrale di San Giuseppe (in portoghese: Sé Catedral de São José) si trova a Lubango, in Angola ed è la cattedrale dell'arcidiocesi di Lubango.

## Storia e descrizione
La cattedrale di San Giuseppe è stata edificata nel 1939 su progetto dell'architetto Fernando Batalha ed è stata istituita il 27 luglio 1955 come sede della Diocesi di Sá da Bandeira, rinominata in seguito il 3 febbraio 1977 arcidiocesi di Lubango. L'edificio è in stile gotico moderno, con due torri con tetti piramidali e con qualche influenza di art déco.